# Соколець (Болгарія)
Соко́лець (болг. Соколец) — село в Бургаській області Болгарії. Входить до складу общини Руєн.

## Населення
За даними перепису населення 2011 року у селі проживали 599 осіб, з них 597 осіб (99,7%) — турки.
Розподіл населення за віком у 2011 році:
Динаміка населення: